# Патрик Фаркаш
Патрик Фаркаш (нім. Patrick Farkas; нар. 9 вересня 1992, Оберварт, Австрія) — австрійський футболіст, фланговий захисник клубу «Гартберг».

## Ігрова кар'єра
Футбольну кар'єру Патрик Фаркаш розпочинав у клубі «Маттерсбург», де у лютому 2010 року він дебютував на професійному рівні. За рік клуб вилетів до Другой Бундесліги але Фаркаш залишився в команді і згодом допоміг повернутися в еліту.

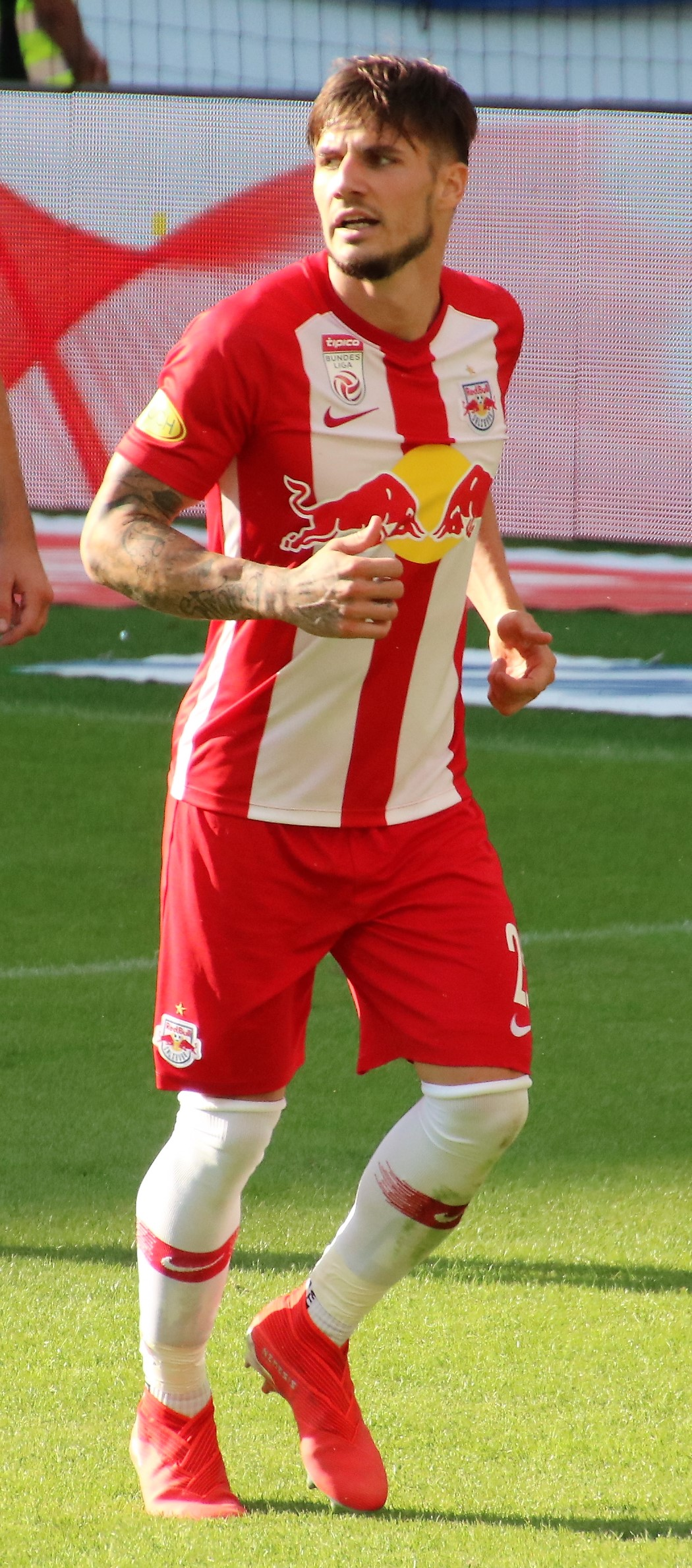
Патрик Фаркаш у складі «Ред Булл»

Влітку 2017 року Фаркаш перейшов до клубу «Ред Булл». Саме з цим клубом пов'язані найбільші успіхи в кар'єрі Фаркаша. Він вигравав чемпіонат і Кубок Австрії та брав участь у Лізі чемпіонів та Лізі Європи.
У 2021 році футболіст перебрався до сусідньої Швейцарії до клубу «Люцерн». Але провів в основі лише сім матчів і на початку 2022 року повернувся до Австрі, де приєлнався до клубу Бундесліги «Гартберг».

### Збірна
У 2011 році у складі молодіжної збірної Австрії Фаркащ брав участь у молодіжній першості світу, що проходив на полях Колумбії.

## Досягнення
Ред Булл
 Чемпіон Австрії (4): 2017/18, 2018/19, 2019/20, 2020/21
 Переможець Кубка Австрії (3): 2018/19, 2019/20, 2020/21